# Gymnotus cataniapo
Gymnotus cataniapo is een straalvinnige vissensoort uit de familie van de mesalen (Gymnotidae). De wetenschappelijke naam van de soort is voor het eerst geldig gepubliceerd in 1994 door Mago-Leccia.